# 1024 в Україні
1024 в Україні — це перелік головних подій, що відбулись у 1024 році на території сучасних українських земель. Також подано список відомих осіб, що народилися та померли в 1024 році.

## Події
- правління князя Ярослава Мудрого у Києві.
- жовтень — біля міста Листвен (нині село Малий Листвен Ріпкинського району Чернігівської області) відбулась битва між найманцями-варягами великого князя київського Ярослава Мудрого та чернігівсько-тмутороканською дружиною його брата князя Мстислава Володимировича Хороброго. Це — п'ята і остання битва за спадщину їхнього батька Володимира Великого. Перемога Мстислава дозволила йому зберегти владу в Чернігівських землях, які перейшли до Ярослава Мудрого лише після смерті Мстислава в 1036 році[1].

## Особи

### Народились

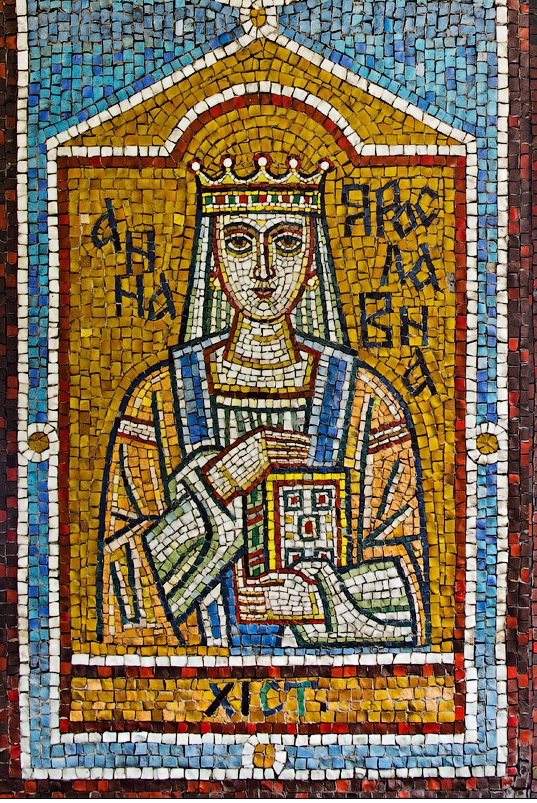
донька князя Ярослава Мудрого Анна Ярославна (1024—1079)

- Анна Ярославна (Анна Київська) — шоста королева Франції (1051—1060 рр.); донька князя Ярослава Мудрого і шведської принцеси Інгігерди, друга дружина французького короля Генріха I Капета. (пом.. 1079)[2].
- Ізясла́в Яросла́вич д.-рус. Изѧславь Ӕрославичь — руський князь із династії Рюриковичів. Великий князь київський (1054—1068, 1069—1073, 1077—1078). Князь турівський (1042—1052) і новгородський (1052—1054). Третій син великого князя київського Ярослава Мудрого[3]. Зять польського короля Мешка ІІ (з 1043)[3]. (пом.. 1078).